# Allerheiligenhospital
Das Allerheiligenhospital in Worms bestand als Einrichtung der Chorherren vom Heiligen Grab und war mit einer Allerheiligenkapelle verbunden.

## Geografische Lage
Das Hospital, die angrenzende Allerheiligenkapelle – nicht zu verwechseln mit einer weiteren Allerheiligenkapelle, die in der Wollgasse in Worms stand – und das Priorat lagen vor der Martinspforte an der Ostseite der Mainzer Straße. Die Kapelle stand auf dem Grundstück der heutigen Mainzer Straße 8. Sie war nach Osten ausgerichtet, so dass ihre Westseite der Mainzer Straße zugewandt war und der Chor im Innern des Grundstücks lag.

## Geschichte
Zur Gründung und deren Zeitpunkt ist nichts überliefert. Das älteste Zeugnis stammt von 1245. Damals bestand das Hospital schon. Es versorgte Alte, Kranke und Pilger. Ob das Hospital durch den Orden neu gegründet oder eine bereits bestehende Einrichtung fortgeführt wurde, ist ebenfalls nicht bekannt. Da die Bürger von Worms Rechte an dem Hospital hatten, spricht das für die erst genannte Variante. Der Orden erwarb Anfang des 14. Jahrhunderts zunächst das Patronat der dem Hospital benachbarten Allerheiligenkapelle und übernahm sie kurz darauf ganz. Mit der Übernahme der Kapelle wurde auch die ursprüngliche Bezeichnung „Heilig-Grab-Spital“ aufgegeben und die Bezeichnung „Allerheiligenpropstei“ gängig. Das deutet auch auf eine Umorientierung der inhaltlichen Arbeit des Ordens hin, denn Mitte des 14. Jahrhunderts gab er den Betrieb des Hospitals auf. Ein Magister hospitalis des Ordens wurde letztmals 1344 erwähnt. Das Hospital wurde eventuell als Einrichtung in anderer Trägerschaft weiterbetrieben und noch auf den Hamman-Zeichnungen, die um 1690 entstanden, als „Spital“ bezeichnet.
1489 löste Papst Innozenz VIII. (1484–1492) den Orden der Chorherren vom Heiligen Grab auf, nahm davon aber die dem Kloster Denkendorf nachgeordneten Einrichtungen – dazu gehörte die Wormser Niederlassung – aus, so dass sich für diese nichts änderte. Erst die Reformation brachte wesentliche Veränderungen: 1535 wurde das Kloster Denkendorf evangelisch. Die Propstei Speyer des Ordens nutzte die Situation und inkorporierte sich die Wormser Niederlassung 1541. Begünstigt wurde der Schritt dadurch, dass der Prior in Speyer in Personalunion zugleich Propst der Wormser Niederlassung war.
1565 wurden die letzten vier Chorherren der Wormser Niederlassung lutherisch, was auch der Prior in Speyer inzwischen war. Die dem Orden gehörenden Liegenschaften hatten so ihre geistliche Funktion verloren und wurden als reine Vermögenswerte betrachtet. Zu deren Verwaltung setzte der (evangelische) Denkendorfer Propst 1572 einen weltlichen „Schaffner“ als Verwalter ein, 1575 wurden die Liegenschaften an einen Wormser Bürger verpachtet, 1584 an Philipp und Hans Wambolt von Umstadt verkauft.

## Organisation
Bis 1333 war der Magister hospitalis örtlicher Leiter des Ordens, dann ein Propst. Die Einrichtung war zunächst dem Kloster Denkendorf zugeordnet, später hatte auch das Priorat des Ordens in Speyer eine Vorrangstellung gegenüber der Niederlassung in Worms. Die Niederlassung in Worms war immer sehr klein und hat die von der Regel geforderte Mindestzahl von 12 Mitgliedern wohl nie erreicht. Voraussetzung für die Aufnahme war die Priesterweihe. Der Prior der Niederlassung führte die Aufsicht über die Klausnerinnen zu St. Stephan und war deren Seelsorger.
Zur materiellen Ausstattung gehörte neben der Kapelle und dem Hospital (bis dieses aufgegeben wurde) das Priorat und ein Wirtschaftshof. Der Orden bewirtschaftete Weingärten und Ackerflächen in der unmittelbaren Umgebung seiner Niederlassung in Worms und hatte in geringem Umfang auch Besitz im Umland, in Rheindürkheim, Mörstadt, (Worms-)Heppenheim und Wies-Oppenheim.

## Allerheiligenkapelle
Zum Aussehen der Gebäude – insbesondere der Allerheiligenkapelle – im Mittelalter ist nichts bekannt. Am Ende des 17. Jahrhunderts wird sie als kleine Saalkirche mit Dachreiter oder kleinem Türmchen wiedergegeben. Die Kapelle und die angrenzenden Gebäude – einschließlich der benachbarten „Elendenherberge“ (ehemaliges Heilig-Grab-Hospital) – fielen der Stadtzerstörung im Pfälzischen Erbfolgekrieg durch Truppen König Ludwig XIV. 1689 zum Opfer. Die Familie Wambolt von Umstadt ließ die Kapelle wiederherstellen, 1734 weihen und nach einer Renovierung um 1776 erneut weihen. Der Besitz der Wambolt von Umstadt an der Mainzer Straße ging im 19. Jahrhundert an den Unternehmer Wilhelm Valckenberg über, der auf dem Gelände eine Textilfabrik betrieb. Bauteile zumindest der Kapelle wurden in der Fabrikanlage weiter genutzt und deren Chor war am Ende des 19. Jahrhunderts noch zu erkennen. Spätestens mit den Luftangriffen auf Worms gingen auch diese letzten Reste der einstigen Allerheiligenkapelle unter.